# Antonius Hofmann

Gedenktafel im Passauer Dom

Anton Josef Hofmann (* 4. Oktober 1909 in Rinchnach; † 11. März 2000 in Passau) war von 1968 bis 1984 der 82. Bischof von Passau.

## Leben
Nach dem Studium der Katholischen Theologie empfing Hofmann am 13. April 1936 in Passau das Sakrament der Priesterweihe. Anschließend war er zunächst als Kooperator in Heining (1940 bis 1946, mit Unterbrechung durch den Kriegsdienst von 1941 bis 1945 als Sanitäter) und anschließend als Domkooperator (1946 bis 1947) seelsorgerisch tätig. Anschließend wurde er zum Promotionsstudium im Fach Theologie in München freigestellt, 1951 folgt die Promotion. Im gleichen Jahr wurde er Pfarrer in Aigen am Inn, 1955 bis 1968 war er Regens am Priesterseminar in Passau und zugleich auch Dozent für Pastoraltheologie an der Philosophisch-Theologischen Hochschule Passau. Am 12. November 1965 wurde er darüber hinaus zum Dompropst ernannt.

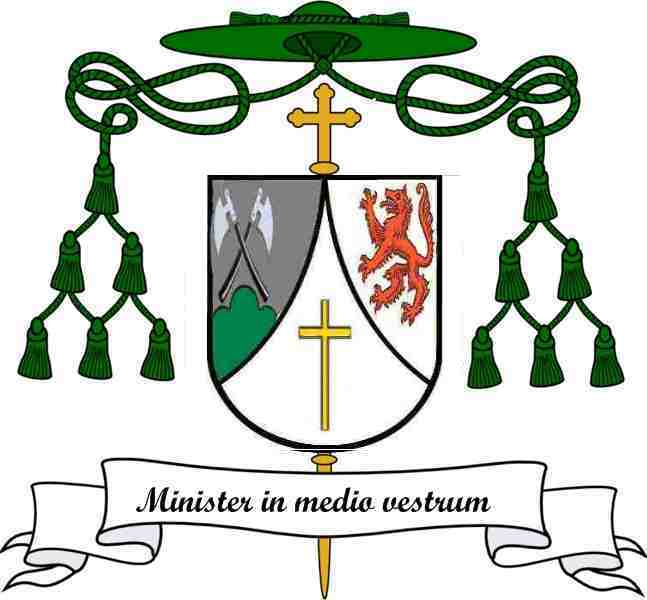

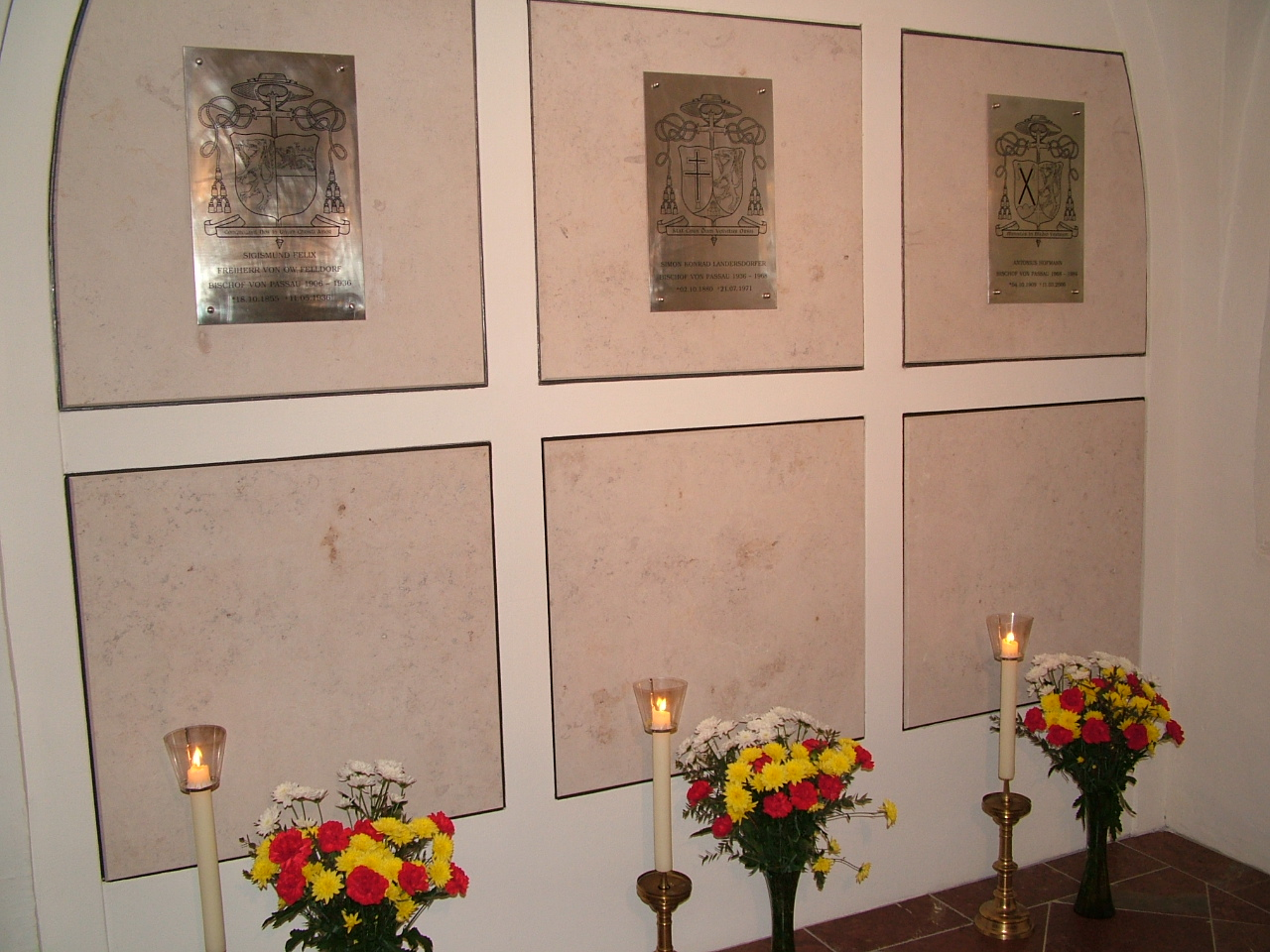
Grabstätte der Bischöfe Ow-Felldorf, Landersdorfer und Hofmann

Am 20. September 1961 ernannte ihn Papst Johannes XXIII. zum Titularbischof von Berenice und bestellte ihn zum Koadjutorbischof mit dem Recht der Nachfolge im Bistum Passau. Die Bischofsweihe spendete ihm am 26. November 1961 der Passauer Bischof, Simon Konrad Landersdorfer OSB. Die Nachfolge von Bischof Landersdorfer als 82. Bischof von Passau trat er am 27. Oktober 1968 an und blieb bis zur Annahme seines aus Altersgründen vorgebrachten Rücktrittsgesuches durch Johannes Paul II. am 15. Oktober 1984 im Amt.
Hofmann war Teilnehmer am Zweiten Vatikanischen Konzil 1962 bis 1965 sowie Mitglied der Liturgischen Kommission der Deutschen Bischofskonferenz. In die Amtszeit fiel unter anderem die große Renovierung des Passauer Stephansdoms von 1972 bis 1980. Er konnte sich auch für den Erhalt der Philosophisch-Theologischen Hochschule im Rahmen der neu errichteten Universität Passau einsetzen.
Hofmann starb am 11. März 2000 und wurde in der Bischofsgruft des Passauer Domes beigesetzt.

## Bischofswappen
Das Wappen ist dreigeteilt, unten in einer geschweiften Spitze ein goldenes Kreuz, rechts in Gold über grünem Dreiberg zwei schräg gekreuzte silberne Reuthauen mit schwarzen Griffen, ein Hinweis auf seinen Heimatort Rinchnach und links das Bistumswappen der Passauer Wolf.
Sein Wahlspruch Minister in medio vestrum (Diener in Eurer Mitte).

## Auszeichnungen und Ehrungen
- Bayerischer Verdienstorden
- 1979 Großes Verdienstkreuz des Verdienstordens der Bundesrepublik Deutschland
- Konventualkaplan a. h. des Souveränen Malteser-Ritterordens
- Ehrenbürger von Rinchnach
- Ehrenbürger von Altötting
- Ehrenbürger von Passau
- Sein Name steht auf dem Ehrenmal der Stadt Passau auf dem Innstadtfriedhof.
- Ehrensenator der Universität Passau
- Ehrenmitglied der Katholischen Deutschen Studentenverbindung Oeno-Danubia im CV
- Bischof-Hofmann-Straße in Rinchnach